# Memorial Rik Van Steenbergen
El Memorial Rik Van Steenbergen és una cursa ciclista belga que es disputa a Aartselaar, Anvers. La cursa es creà el 1991 per retre homenatge a Rik Van Steenbergen, triple campió del món de ciclisme en ruta.
Des del 2005 la cursa forma part de l'UCI Europa Tour, amb una categoria 1.1.

## Palmarès
| Any       | Vencedor                 | Segon                   | Tercer             |
| --------- | ------------------------ | ----------------------- | ------------------ |
| 1991      | Olaf Ludwig              | Koen Vekemans           | John van den Akker |
| 1992      | Patrick Deneut           | Kurt Onclin             | Viatxeslav Iekímov |
| 1993      | Mario Cipollini          | Niko Eeckhout           | Eddy Schurer       |
| 1994      | Djamolidine Abdoujaparov | Jean-Pierre Heynderickx | Tom Steels         |
| 1995      | Tom Steels               | Eric Vanderaerden       | Jacek Mickiewicz   |
| 1996      | Jans Koerts              | Jens Heppner            | Danny Daelman      |
| 1997      | Andrei Txmil             | Hans de Meester         | Robbie Vandaele    |
| 1998      | Jan Svorada              | Andrei Txmil            | Peter Van Petegem  |
| 1999      | Giuliano Figueras        | Jeroen Blijlevens       | Jo Planckaert      |
| 2000      | Lars Michaelsen          | Matthé Pronk            | Robert Hunter      |
| 2001      | Niko Eeckhout            | Geert Omloop            | Nicolas Jalabert   |
| 2002      | Steffen Radochla         | Robbie McEwen           | Laurent Jalabert   |
| 2003      | Niko Eeckhout            | Cédric Vasseur          | Johan Musseuw      |
| 2004      | Tom Boonen               | Niko Eeckhout           | Ralf Grabsch       |
| 2005      | Jean-Patrick Nazon       | Wim De Vocht            | Jens Renders       |
| 2006      | Niko Eeckhout            | Robbie McEwen           | Steffen Radochla   |
| 2007      | Greg Van Avermaet        | Niko Eeckhout           | Steven de Jongh    |
| 2008      | Gert Steegmans           | Stefan van Dijk         | Jürgen Roelandts   |
| 2009      | Niko Eeckhout            | Stefan van Dijk         | Steven de Jongh    |
| 2010      | Michael van Staeyen      | Robbie McEwen           | Jürgen Roelandts   |
| 2011      | Kenny van Hummel         | André Greipel           | Denís Galimziànov  |
| 2012      | Theo Bos                 | Kenny van Hummel        | Mark Renshaw       |
| 2019      | Dries De Bondt           | Jimmy Janssens          | Piotr Havik        |
| 2020-2021 | no disputada             | no disputada            | no disputada       |
| 2022      | Tim Merlier              | Mark Cavendish          | Dylan Groenewegen  |